# Eusandalum
Eusandalum is een geslacht van vliesvleugeligen uit de familie Eupelmidae. De wetenschappelijke naam van dit geslacht is voor het eerst geldig gepubliceerd in 1852 door Ratzeburg.

## Soorten
Het geslacht Eusandalum omvat de volgende soorten:
- Eusandalum acmaeoderae (Rohwer, 1917)
- Eusandalum affine (Hedqvist, 1970)
- Eusandalum afganum Boucek, 1967
- Eusandalum africanum Özdikmen, 2011
- Eusandalum alfierii (Bolivar y Pieltain, 1925)
- Eusandalum alpinum Girault, 1917
- Eusandalum amphicerovorum (Ashmead, 1888)
- Eusandalum arboris Girault, 1922
- Eusandalum arizona Girault, 1917
- Eusandalum bambeyi Risbec, 1951
- Eusandalum barteli (Gourlay, 1928)
- Eusandalum bicristatum Risbec, 1951
- Eusandalum brevistylus Girault, 1922
- Eusandalum bucklei Girault, 1925
- Eusandalum calabrum (Masi, 1941)
- Eusandalum californicum Girault, 1917
- Eusandalum chrysideum (Ashmead, 1900)
- Eusandalum compressiscapus (Girault, 1915)
- Eusandalum compressistylus Girault, 1922
- Eusandalum coquillettii (Ashmead, 1896)
- Eusandalum coronatum (Thomson, 1876)
- Eusandalum crassifoliae Yang, 1996
- Eusandalum cyaneiventre (Girault, 1915)
- Eusandalum cyaneum (Ashmead, 1896)
- Eusandalum desmanthusae Risbec, 1952
- Eusandalum dezorti Boucek, 1967
- Eusandalum elongatum (Ruschka, 1921)
- Eusandalum excavatum (Hedqvist, 1970)
- Eusandalum filicorne (De Santis, 1968)
- Eusandalum flavipenne Ruschka, 1921
- Eusandalum gardneri (Mani & Kaul, 1973)
- Eusandalum georgia Girault, 1917
- Eusandalum hedqvisti Boucek, 1976
- Eusandalum hubbardii (Ashmead, 1896)
- Eusandalum hyalinipennis (Ashmead, 1896)
- Eusandalum ibericum (Bolivar y Pieltain, 1923)
- Eusandalum impressifrons Girault, 1922
- Eusandalum inerme (Ratzeburg, 1848)
- Eusandalum koebelei (Ashmead, 1896)
- Eusandalum latifrons (Hedqvist, 1970)
- Eusandalum lepus Girault, 1918
- Eusandalum lindemani Kalina, 1984
- Eusandalum longiannulum Girault, 1929
- Eusandalum longistylus Girault, 1922
- Eusandalum longivena Boucek, 1967
- Eusandalum merceti (Bolivar y Pieltain, 1926)
- Eusandalum namibiaense Özdikmen, 2011
- Eusandalum obscurum Girault, 1917
- Eusandalum pici Schrottky, 1906
- Eusandalum puella (Nikol'skaya, 1952)
- Eusandalum sanguinipes Girault, 1925
- Eusandalum seyrigi (Bolivar y Pieltain, 1926)
- Eusandalum striatum Risbec, 1952
- Eusandalum stylatum (Girault, 1915)
- Eusandalum tessellatum (Masi, 1941)
- Eusandalum usingeri Yoshimoto & Ishii, 1965
- Eusandalum walkeri (Curtis, 1836)